# Alberto Ghilardi
Alberto Ghilardi (25 de agosto de 1909 — 30 de junho de 1971) foi um ciclista de pista italiano, profissional entre 1933 e 1936.
Antes, como amador, participou nos Jogos Olímpicos de 1932, em  Los Angeles, onde conquistou a medalha de ouro na prova de perseguição por equipes, formando uma equipe com Marco Cimatti, Paolo Pedretti e Nino Borsari.